# Economía de Gibraltar
La economía de Gibraltar es gestionada y controlada por el Gobierno de Gibraltar. Si bien es parte de la Unión Europea, el territorio británico de ultramar de Gibraltar tiene un ordenamiento jurídico y económico separado del Reino Unido y disfruta de un sistema de impuestos propio.
Durante mucho tiempo, la principal fuente de ingresos de Gibraltar fue el Ministerio de Defensa del Reino Unido, que invertía grandes cantidades en infraestructura militar y en retribuciones para sus funcionarios. Sin embargo, la economía actual se basa principalmente en el Turismo, el flete de barcos, las apuestas en línea, los servicios financieros y los servidores de Internet.

## Turismo
Gibraltar se ha convertido en un punto de destino del turismo de crucero, área que supone cada vez un porcentaje mayor de recursos. Dispone de una terminal de autobuses, principalmente con líneas cuyo origen está en España. El Aeropuerto de Gibraltar tiene servicios diarios de vuelos desde el Reino Unido y España. Los datos oficiales, estiman que, en 2005, más de 6.000.000 turistas visitaron Gibraltar.

## Puerto

### Tráfico portuario
Situado a la entrada al Mar Mediterráneo, en una de las orillas del Estrecho de Gibraltar (una de las rutas marítimas más transitadas del mundo), su puerto recibe más de 7.000 buques cada año. Existen un gran número de empresas especializadas en fletes marítimos, con una amplia gama de servicios de apoyo, especialmente el astillero de Cammell Laird.

### Suministro de combustible
Gibraltar es uno de los mayores puertos de aprovisionamiento de combustible en el mar Mediterráneo, con 4,3 millones de toneladas entregadas en 2007. El aprovisionamiento, se ha convertido en la principal actividad en el Puerto de Gibraltar.

## Servicios financieros
Gibraltar es un elemento constitutivo de la Unión Europea, con status de Territorio Especial, tras la incorporación a la Comunidad Económica Europea del Reino Unido, en 1973, en virtud de las disposiciones del Tratado de Roma, relativas a los territorios europeos de su cargo. Sin embargo, está exento del arancel externo común, la política agrícola común y la obligatoriedad del IVA. Ello ha hecho que florezcan un gran número de empresas, con sede social en Gibraltar, aunque operativas en otros lugares de la Unión, para captar los beneficios financieros derivados de esta situación especial. 
Las instituciones financieras que operan en Gibraltar están reguladas por la Comisión de Servicios Financieros de Gibraltar.

## Internet
Gibraltar se ha convertido en un centro de empresas de juegos de Internet. Todas las operaciones de juegos en Gibraltar requieren licencia en virtud de la Ley de Juegos de Azar de 2005. incluidas las apuestas operadas a través de teléfono e Internet. Pese a las dificultades para conseguir estas licencias, actualmente hay quince operadores funcionando en el Peñón, algunos de los cuales se encuentran entre los más importantes a escala mundial: Ladbrokes, Víctor Chandler, Eurobet, Stan James, Baw International Limited, Carmen Media Group, St Minver, Trafalgar Betting and Gaming, Digibet, Globet.com Group, International Betting Association Limitad, Mansion, ElectraWorks, FuturesBetting.com. y Cassava Enterprises Limited.
PartyGaming, que opera en Gibraltar a través de ElectraWorks Limited, controla diversos espacios de juego en internet como PartyPoker, StarluckCasino y PartyBingo.